# Rybka

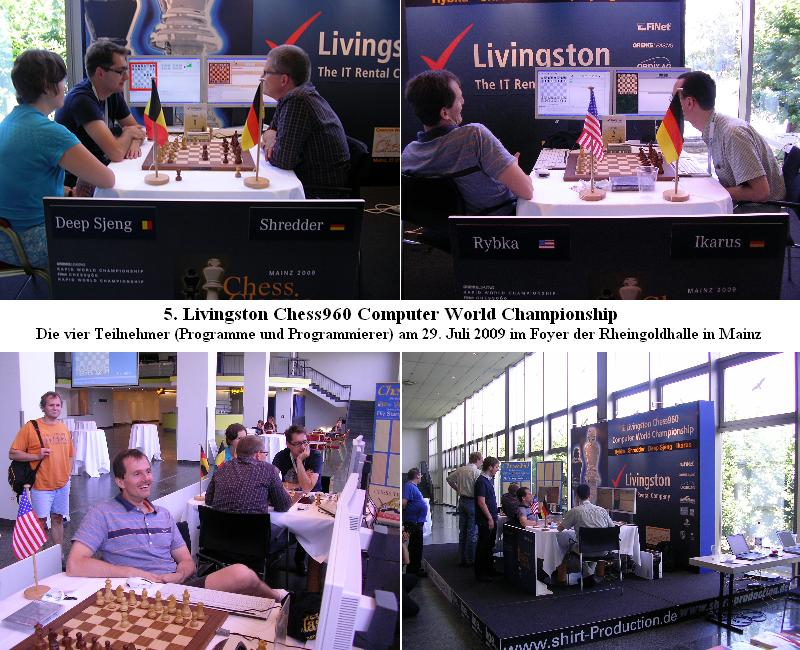
Campeonato mundial de computadores de 2009, em Mogúncia. As imagens mostram o Deep Sjeng, o Shredder, o Rybka e o Ikarus, na presença dos seus respectivos programadores.

Rybka é um programa de computador que joga xadrez desenvolvido pelos Mestres Internacionais Vasik Rajlich e Larry Kaufman. 
A palavra "rybka" significa "peixinho" nas línguas polonesa, tcheca, russa e ucraniana, onde são pronunciadas como [ˈrɪpka].

## Características
Rybka 4 foi lançado 26 de maio de 2010. Vasik Rajlich deu as seguintes informações sobre o programa:
- Rybka 4 é um programa normal, sem proteção contra cópias.
- Há versões com um único processador e com multi-processadores.
- Os pacotes de análise de xadrez completos, que incluem Rybka 4, serão feitos pela ChessBase (www.chessbase.com) e Convekta / ChessOK (www.chessok.com).
- Todas estas versões de Rybka 4 são idênticas e podem ser usadas em qualquer GUI UCI.

O Rating ELO do Rybka 4 fica próximo dos 3.160 pontos.

## Acusação de plágio
Depois de ter se tornado tetracampeão mundial de xadrez entre computadores, de 2007 a 2010, o Rybka foi desclassificado e banido pela International Computer Games Association (ICGA).
Como consequência o software perdeu todos os títulos que havia conquistado. Os criadores do programa foram acusados de plagiar os programas Crafty e Fruit.
Apesar das sanções, Vasik Rajlich afirma não ter se apropriado do código de outros programas. 
| “ | Rybka "não inclui o código de jogo escrito por outros", além das rotinas padrão que não contam como game-playing". [...] A expressão vaga "derivado de códigos escritos por outros" também, na minha opinião, não se aplica ao Rybka. | ” |

O programa está na versão 4 e continua sendo comercializado.